# Rhynchothorax monnioti
Rhynchothorax monnioti is een zeespin uit de familie Rhynchothoracidae. De soort behoort tot het geslacht Rhynchothorax. Rhynchothorax monnioti werd in 1974 voor het eerst wetenschappelijk beschreven door Arnaud. 